# 東京お台場 大江戸温泉物語
東京お台場 大江戸温泉物語（とうきょうおだいば おおえどおんせんものがたり）は、東京都江東区青海にあった温泉を利用した日帰り・宿泊温泉施設である。都との土地の定期借地権契約の満了に伴い、2021年9月5日に閉館した。

## 概要
江戸開府400年にあたる2003年3月1日に開業した。通常の営業時間は午前11時から翌朝午前9時まで。宿泊施設「大江戸宿 伊勢屋」と簡易宿泊施設「黒船キャビン」（男性専用）があり、宿泊することもできた。また、平日には宿泊施設を利用せずともレストルームや大広間での午前7時までの仮眠も可能であった（2013年2月時点）。
「江戸の町」を都心に再現したお台場の新名所として、また気軽に行ける温泉施設として男女を問わず子どもからお年寄りまで幅広い人気があった。タイムスリップすることをテーマとしており、入館後は施設が貸し出す種類豊富な浴衣に着替えて過ごす。館内には、昔の江戸で親しまれた遊技もできた。
また、平成エンタープライズが運行する高速バス『VIPライナー』のオプションとして入浴できた（VIPラウンジ・VIPスタンドでも購入可能）。
アルバイトにインディーズ系お笑い芸人が多いため、「芸人の巣窟」とも呼ばれていた。まん☆だん太郎が芸人仲間を誘ったのが始まりとされる。
10年間契約の借地であるため、当初の予定では2013年に営業を終了するとしていたが、2015年度（2016年3月）まで東京都との土地の定期借地権契約が延長された。さらにその後にも契約期間の延長交渉が行われたが、契約の最長期間は20年と定められており再契約もできなかったことから、最終的に2021年末をもって契約終了が確定。解体作業の期間も考慮して2021年9月5日に閉館することが、同年6月23日に発表された。

## 泉質・適応症
- ナトリウム・塩化物強塩温泉（弱アルカリ性温泉）。
- 神経痛、筋肉痛、関節痛、五十肩、疲労回復、健康増進、切り傷、やけど、冷え性などに効く。

## タイアップなど
- 2003年に公開された『踊る大捜査線 THE MOVIE 2 レインボーブリッジを封鎖せよ!』のラストシーンで、「お台場温泉」として登場している。
- 2014年放映のアニメ『デンキ街の本屋さん』第7話Aパートの舞台となった（実名で登場）。
- 2009年から、CMキャラクターとしてはるな愛が起用された。また、2015年7月末までAKB48がCMに出演していた[6]。
- 2014年2月〜6月に開催した『シルク・ドゥ・ソレイユジャパンツアー・ダイハツオーヴォ』東京公演との連動でチケットを提示するだけで入浴料金が割引になる企画を実施し、2016年2月〜6月に開催した『シルク・ドゥ・ソレイユジャパンツアー・ダイハツトーテム』東京公演でも同様の企画を実施し、2018年2月〜開催中の『シルク・ソ・ソレイユジャパンツアー・ダイハツキュリオス』東京公演でも同様の企画を実施している。
- 2015年11月、コロプラのスマートフォン向けアプリ『白猫プロジェクト』とコラボし、「お台場 白猫温泉物語 〜消えたいちばん風呂〜」を開催した。
- 送迎バスには、ドレクメーラー・メテオールとヨンケーレ・モナコが在籍している。前者は元・はとバスで、後者は元・横浜市営バスである。
- 2016年公開のアニメ映画「デジモンアドベンチャー tri.」の作中に登場し、その記念コラボとしてタイアップイベント「デジモンアドベンチャーtri.外伝〜温泉〜」が開催された。
- 2017年3月にはアニメ「SHOW BY ROCK!!」とのタイアップイベントが開催され、作中のユニットである「シンガンクリムゾンズ」によるタイアップ曲「泉 Shangri-La」が配信限定でリリースされた。
- 2018年11月、TBSのバラエティ番組『有田ジェネレーション』では同施設でアルバイトをしている芸人たちによるネタ披露が行なわれた[1]。
- 2021年7月、最後のコラボレーション企画（閉館日の2021年9月5日まで開催）となる、アニメ『ラブライブ! 虹ヶ咲学園スクールアイドル同好会』（作中にも当館が登場している）との「トキメキ温泉物語」を開催した[7]。

## ギャラリー

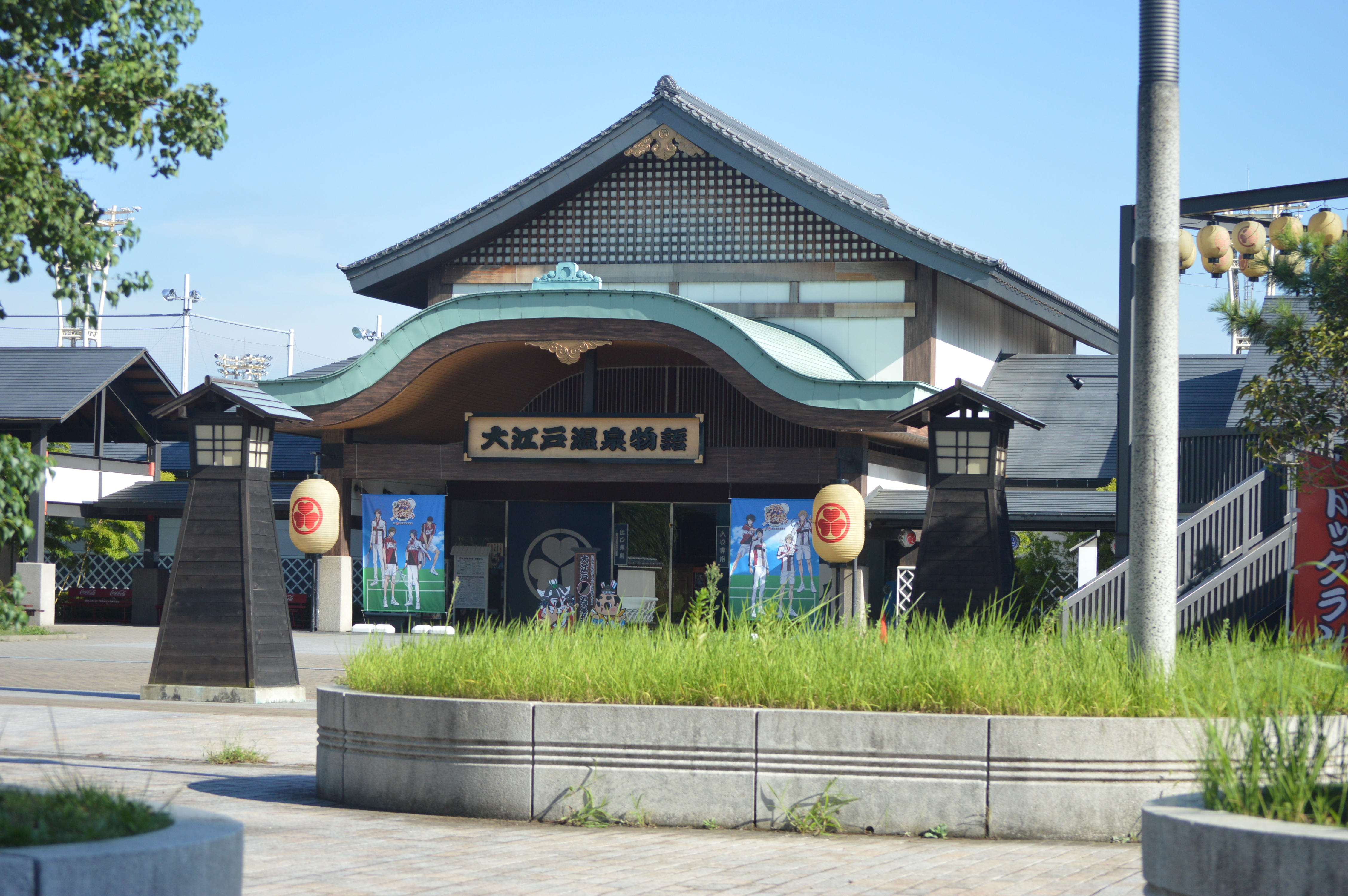
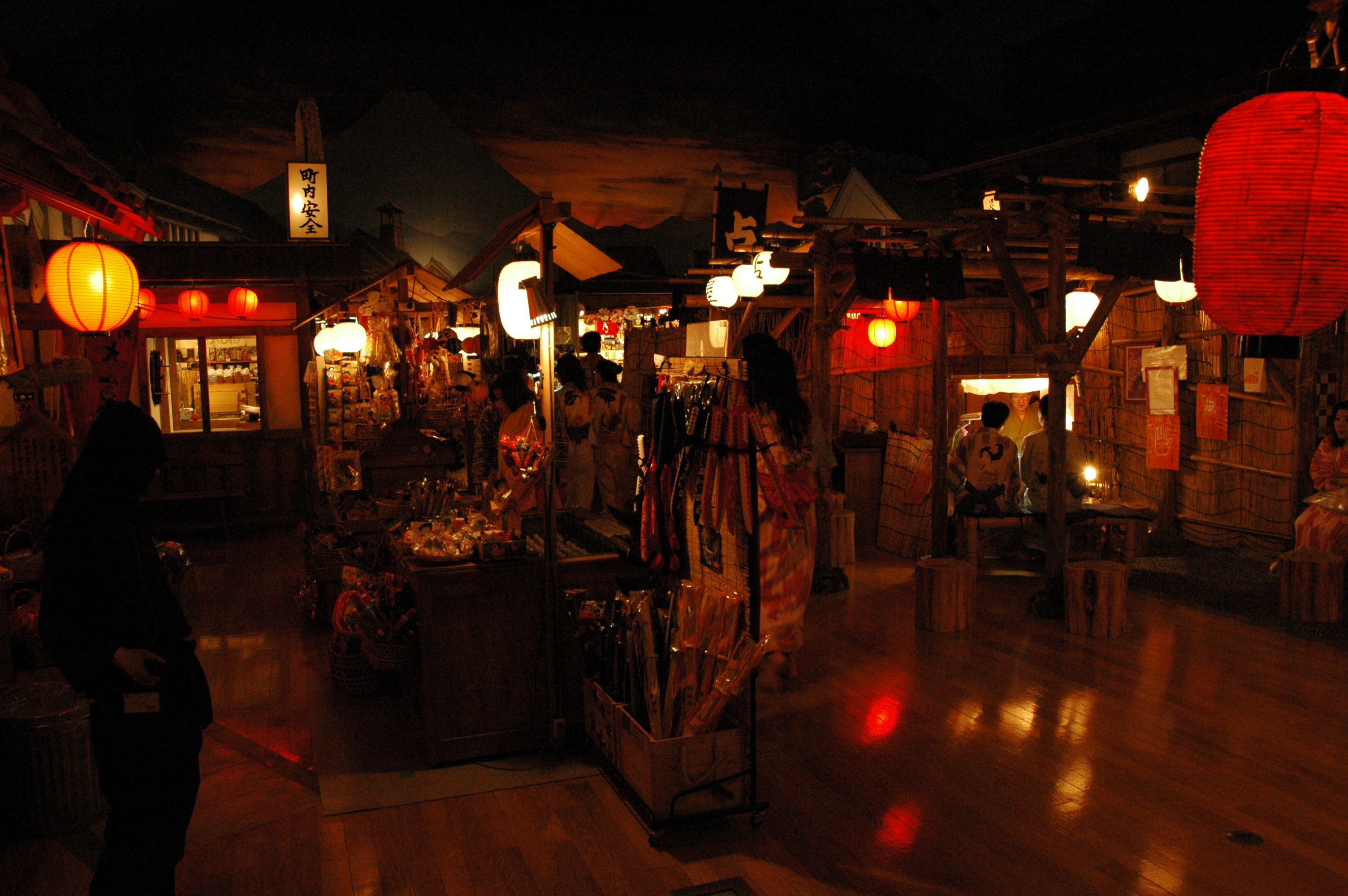
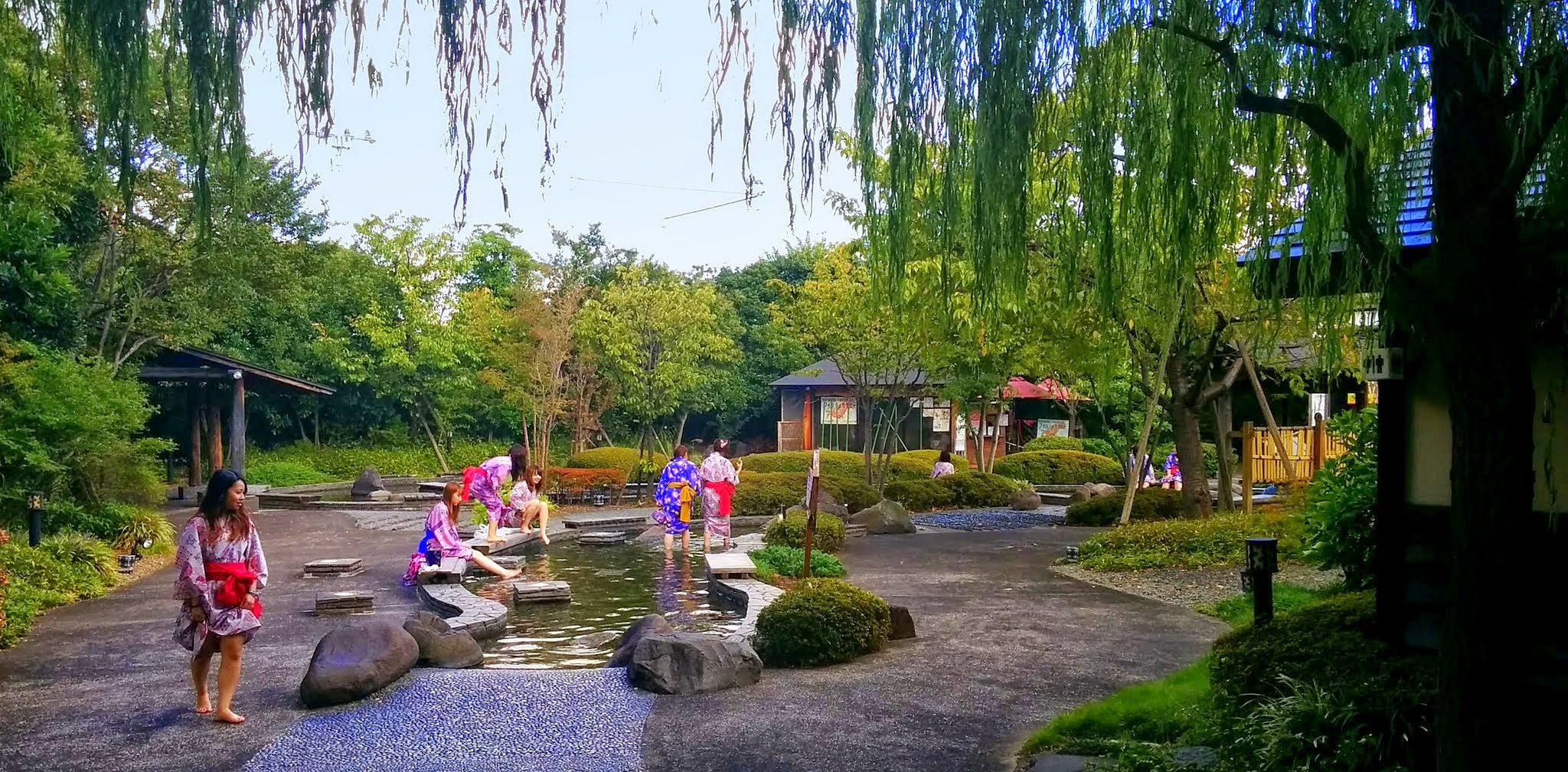
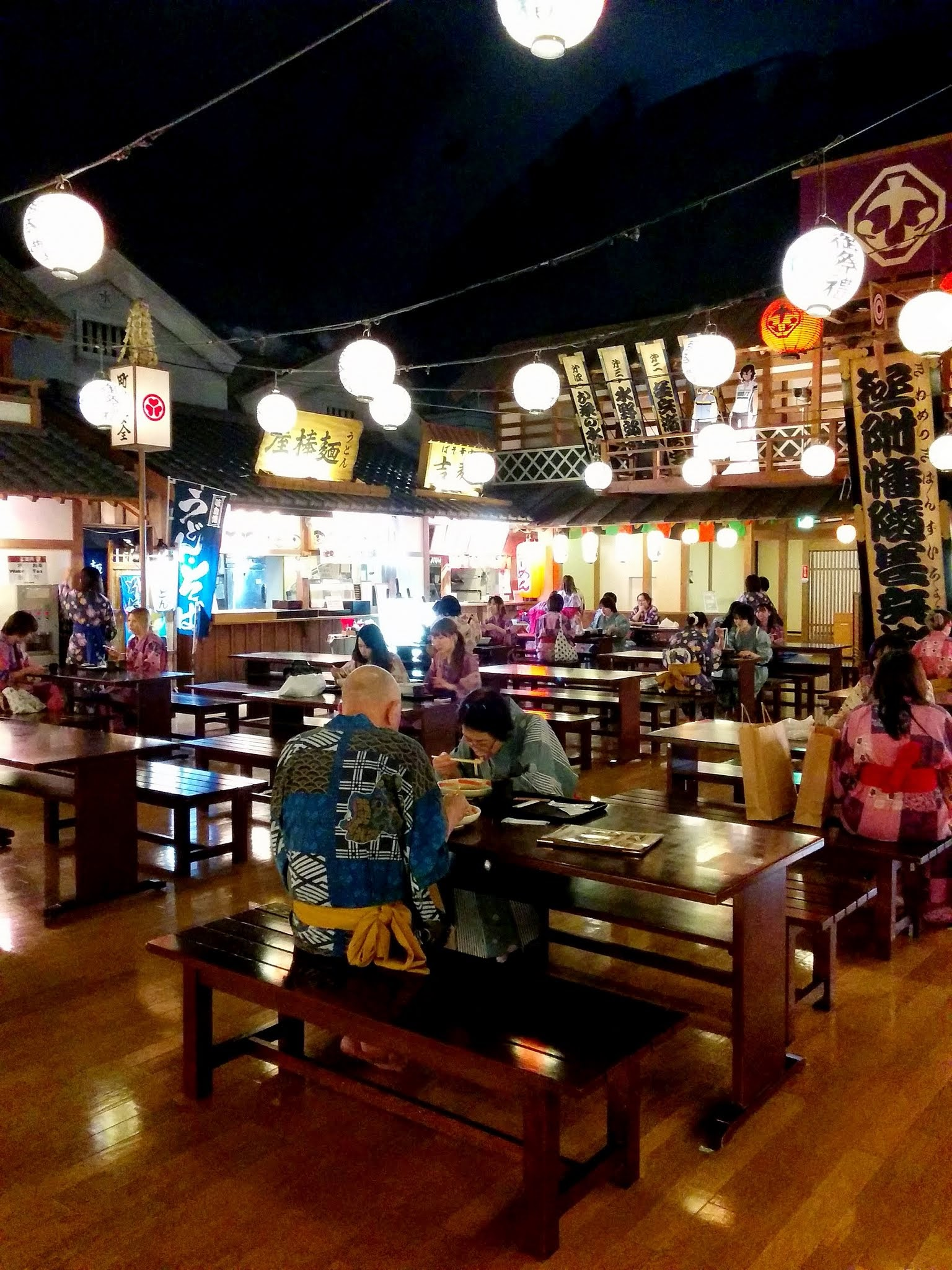